# Gare d’Oloron-Sainte-Marie
Gare d’Oloron-Sainte-Marie vasútállomás Franciaországban, Oloron-Sainte-Marie településen.

## Vasútvonalak
Az állomást az alábbi vasútvonalak érintik:
- Pau–Canfranc-vasútvonal

## Kapcsolódó állomások
A vasútállomáshoz az alábbi állomások vannak a legközelebb:
- Gare d’Ogeu-les-Bains